# المجذر بن زياد
المجذر بن زياد صحابي من قبيلة بلي، كان حليفًا بني غنم بن عوف من الخزرج. كان سببًا في اندلاع يوم بعاث في الجاهلية لما قتل سويد بن الصامت، ثم أسلم وشهد غزوة بدر، وقُتل في غزوة أحد غدرًا قتله الحارث بن سويد بن الصامت ثأرًا لأبيه.

## اسمه ونسبه
المجذر بن ذياد الفراني البلوي هو المُجَذَّر بن ذِياد بن عَمْرو بن زَمْزَمَة بن عَمرو بن عَمّارة بن مالك بن عمرو بن بَثِيَرة بن مَشْنوء بن القُشَر بن تميم بن عَوِذ مَناة بن ناج بن تيم بن أَراشة بن عامر بن عَبِيلة بن قِسْمِيل بن فَرَان بن بليّ بن عَمرو بن الحاف بن قضاعة.

## سيرته
قبل إسلامه، قتل المجذر سويد بن الصامت، فكان ذلك سببًا للقتال بين الأوس والخزرج يوم بعاث. أسلم المجذر، وآخى النبي محمد بينه وبين عاقل بن البكير. شهد المجذر مع النبي محمد غزوة بدر، وقتل أبي البختري بن هشام، وكان النبي محمد قد أمر أصحابه فقال: «من لقي أبا البختري فلا يقتله»، فلقيه المجذر في المعركة، وقال له: «إن رسول الله ﷺ نهانا عن قتلك»، وكان مع أبي البختري زميل له خرج معه من مكة، فقال أبو البختري: «وزميلي؟»، فقال المجذر: «لا والله ما نحن بتاركي زميلك»، فقال أبو البختري: «لا تتحدث نساء قريش أنّي تركت زميلي حرصا على الحياة»، فتقاتلا، فقتله المجذر. ثم أتى المجذر النبي محمد يعتذر فقال: «والذي بعثك بالحق، لقد جهدت أن يُستأسر فآتيك به، فأبى إلا الْقتال، فقتلته».
شارك المجذر بعدئذ في غزوة أحد، فلما اشتد القتال، ضربه الحارث بن سويد بن الصامت على عنقه من خلفه غدرًا، فقتله ثأرًا لقتل المجذر أبيه في الجاهلية، ودُفن مع النعمان بن مالك وعبدة بن الحسحاس في قبر واحد.

## أنظر أيضاً
- أبو البختري بن هشام.